# 藤岡恵美衣
藤岡 恵美衣（ふじおか えみい、1989年11月27日 - ）は日本の女子バスケットボール選手である。千葉県出身。山梨クィーンビーズ所属。ポジションはセンター。180 cm。ニックネームは「オー」。

## 来歴
- 幕張総合高校を経て専修大学に進学[1]。4年次にはユニバーシアード日本代表に選ばれる[2]。
- 卒業後、山梨に加入。
- 2013年4月引退[3]。

## 経歴
- 幕張総合高 - 専修大 - 山梨（2012年〜2013年）

## 日本代表歴
- 2011年ユニバーシアード